# Robert Merrick
Robert M. „Bob“ Merrick (* 18. Januar 1971 in New York City) ist ein ehemaliger US-amerikanischer Segler.

## Erfolge
Robert Merrick nahm an den Olympischen Spielen 2000 in Sydney in der 470er Jolle teil. Gemeinsam mit Paul Foerster belegte er den zweiten Platz hinter Tom King und Mark Turnbull sowie vor Javier Conte und Juan de la Fuente. Mit einer Gesamtpunktzahl von 42 Punkten erhielten sie die Silbermedaille, vier Punkte hinter den siegreichen Australiern.